# Нальмучаш
Нальмучаш (горномар. Нальмычаш) — деревня в Килемарском районе Республики Марий Эл. Входит в состав Кумьинского сельского поселения.

## География
Находится в западной части республики Марий Эл на расстоянии приблизительно 12 км по прямой на юго-запад от районного центра посёлка Килемары.

## История
Образована в XIX веке переселенцами из деревни Кукшары. В 1915 году в деревне в 16 дворах проживали 95 человек. В 1923 году в 18 дворах проживали 104 человека, В 1933 году проживали 136 человек, по национальности мари. В 1950 году в деревне проживали 155 человек, в 1957 году насчитывалось 33 хозяйства. В 1974 году в 30 хозяйствах проживал 131 человек. В 1988 году насчитывалось 77 жителей, из них 36 трудоспособных, 25 жилых домов. В советское время работал колхоз «Знамя», позже СПК колхоз «Активист», прекративший деятельность в 2002 году.

## Население
Население составляло 56 человека (мари 98 %) в 2002 году, 45 в 2010.